# Động cơ (tâm lý học)
Động cơ, hay động lực, là sự định hướng, thúc đẩy và duy trì một hoạt động hay hành vi nào đó của chủ thể. Động cơ được chia thành 2 loại: động cơ bên ngoài và động cơ bên trong.
Tối thiểu, động lực đòi hỏi chất nền sinh học cho những cảm giác vật lý của niềm vui và nỗi đau; do đó, động vật có thể muốn hoặc coi thường các đối tượng cụ thể dựa trên nhận thức và kinh nghiệm cảm giác. Động lực tiếp tục bao gồm khả năng hình thành các khái niệm và lý luận, cho phép con người có thể vượt qua trạng thái tối thiểu này, với một phạm vi mong muốn và ác cảm lớn hơn nhiều. Phạm vi lớn hơn nhiều này được hỗ trợ bởi khả năng chọn mục tiêu và giá trị của riêng mình, kết hợp với "chân trời thời gian" để đạt được giá trị có thể bao gồm nhiều năm, nhiều thập kỷ hoặc lâu hơn và khả năng trải nghiệm lại các sự kiện trong quá khứ. Một số mô hình coi sự phân biệt quan trọng giữa động lực bên ngoài và bên trong, và động lực là một chủ đề quan trọng trong công việc, tâm lý tổ chức, tổ chức hành chính, quản lý, cũng như giáo dục.
Định nghĩa của động lực như những ham muốn và ác cảm có kinh nghiệm làm nổi bật sự liên kết của động lực với cảm xúc. Người ta tin rằng cảm xúc là sự đánh giá tự động dựa trên các giá trị và niềm tin được lưu trữ trong tiềm thức về đối tượng. Trong phạm vi mà những cảm xúc khác biệt liên quan đến đánh giá tiềm thức cụ thể (ví dụ, tức giận- bất công; cảm giác tội lỗi- vi phạm một tiêu chuẩn đạo đức; nỗi buồn -mất cái gì có giá trị; tự hào - đạt được một lý tưởng đạo đức; tình yêu - coi trọng một đối tượng hoặc người; niềm vui - đạt được một giá trị quan trọng; ghen tị với việc đạt được thành tựu của người khác, sự ngưỡng mộ đối với việc đạt được thành tựu của người khác, v.v.), lý thuyết động lực liên quan đến việc xác định "lý thuyết nội dung " mà mọi người tìm thấy động lực thúc đẩy cùng với các cơ chế mà họ tìm thấy có thể đạt được các giá trị này (làm chủ, đặt ra các mục tiêu đầy thách thức, tham gia vào các nhiệm vụ cần thiết, kiên trì, v.v.).